# Svenrobert Lundquist

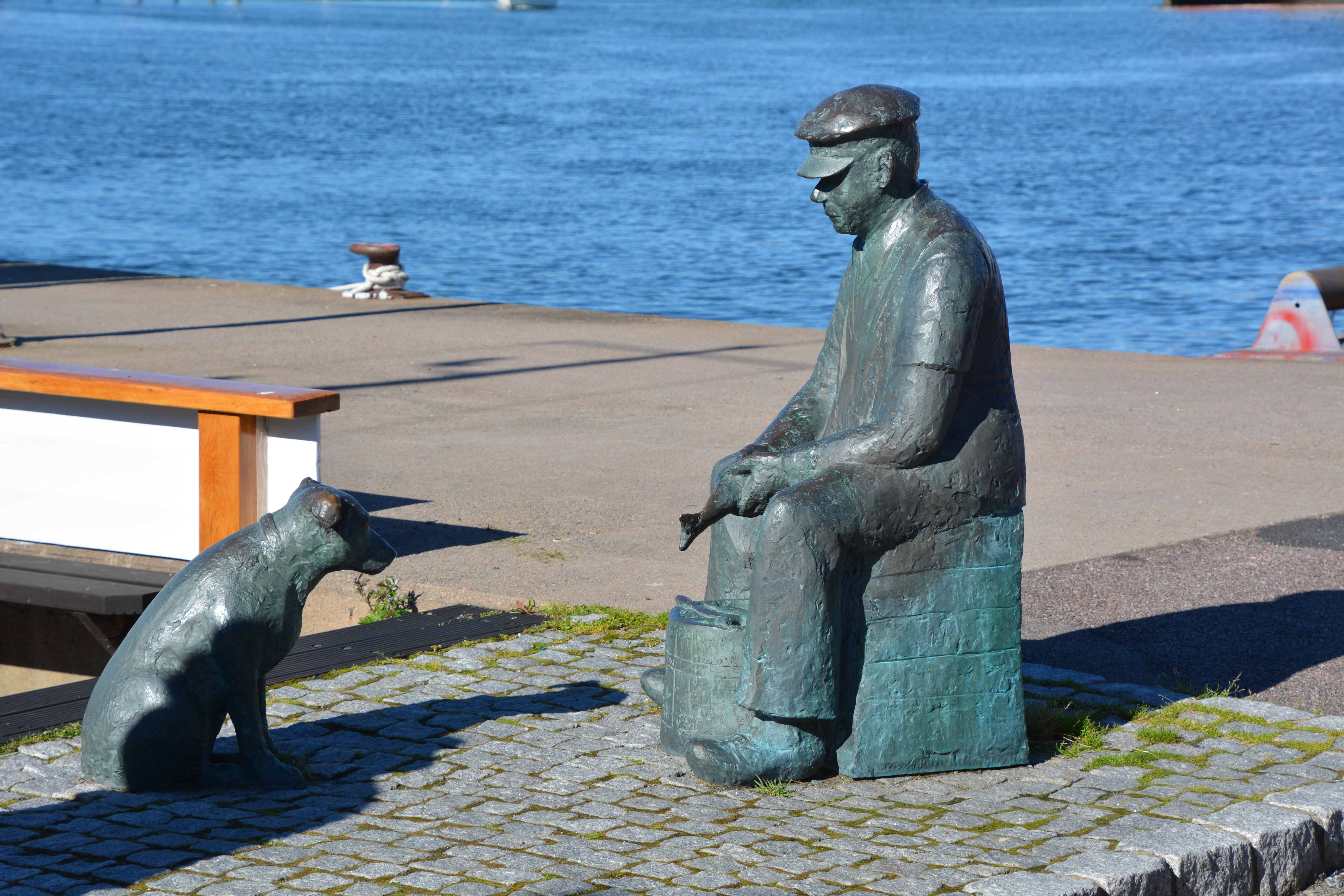
Detalj av Skärgårdsfiskare i Donsö hamn.

Sven Robert "Svenrobert" Lundquist, född 23 februari 1940 i Åtvidaberg, död 3 december 2024 i Mölndal, var en svensk skulptör, tecknare och grafiker.
Svenrobert Lundquist utbildade sig vid Konsthögskolan Valand i Göteborg 1963–1967. Han var prefekt för Konsthögskolan Valand 1984–1987 och chef för Göteborgs konsthall 1996–1999. På 1970-talet var han redaktionsmedlem i konsttidskriften Paletten och under nio år redaktör för Grafiska sällskapets tidskrift Grafiknytt.
Lundquist gjorde ett 25-tal offentliga utsmyckningar, företrädesvis skulpturer. Hans konst består av figurativa teckningar och skulpturer i trä och sten. Han är representerad bland annat på Moderna Museet i Stockholm, Göteborgs konstmuseum, Malmö museum, Borås konstmuseum och Eskilstuna konstmuseum, Gustav VI Adolfs samling, Kalmar konstmuseum, Nordiska akvarellmuseet, Örebro läns landsting samt Nasjonalgalleriet i Oslo och British Museum i London.
Svenrobert Lundquist var gift med Mona Niklasson.

## Bildgalleri

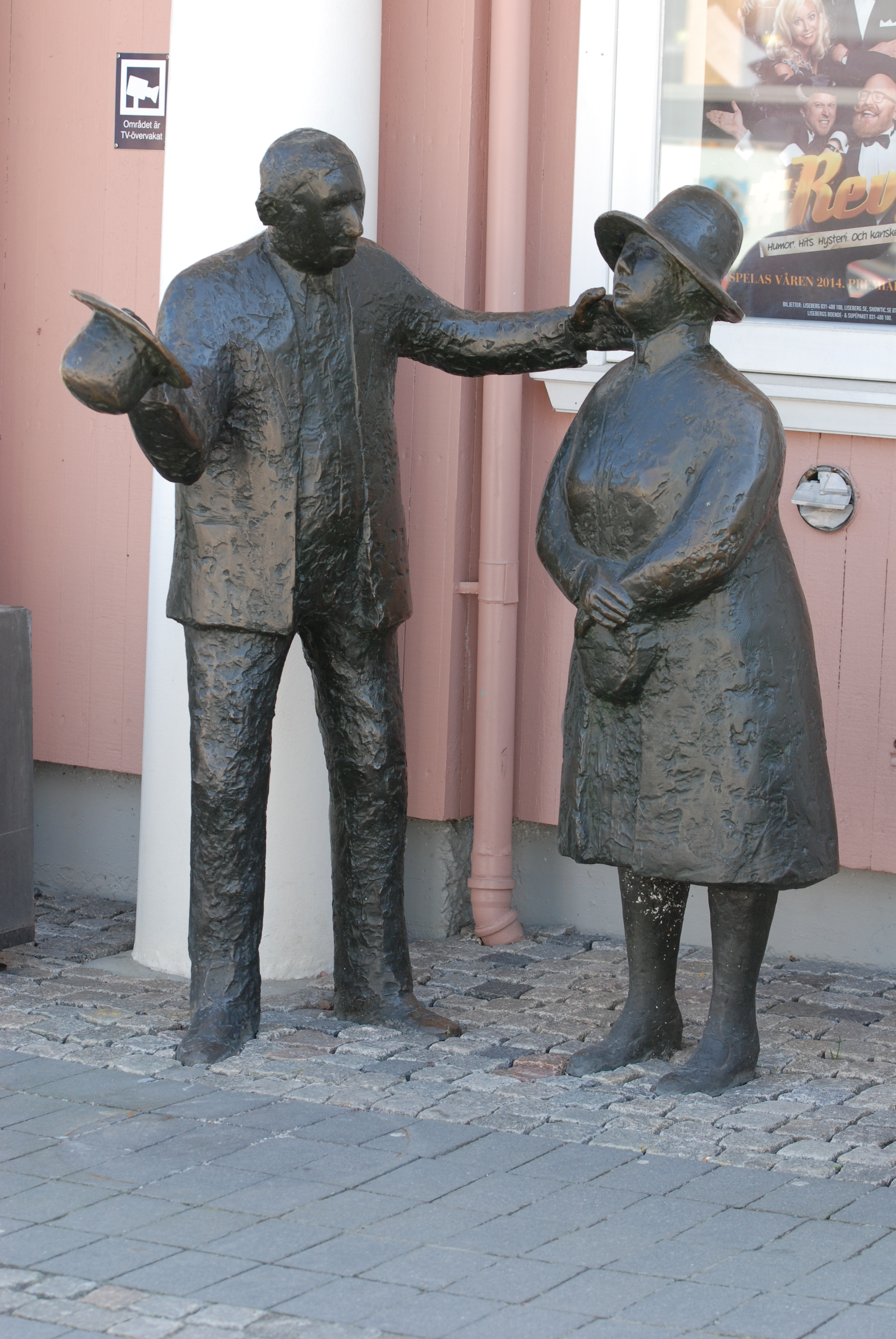
Kal å Ada, Lisebergs huvudentré, Göteborg, 1995
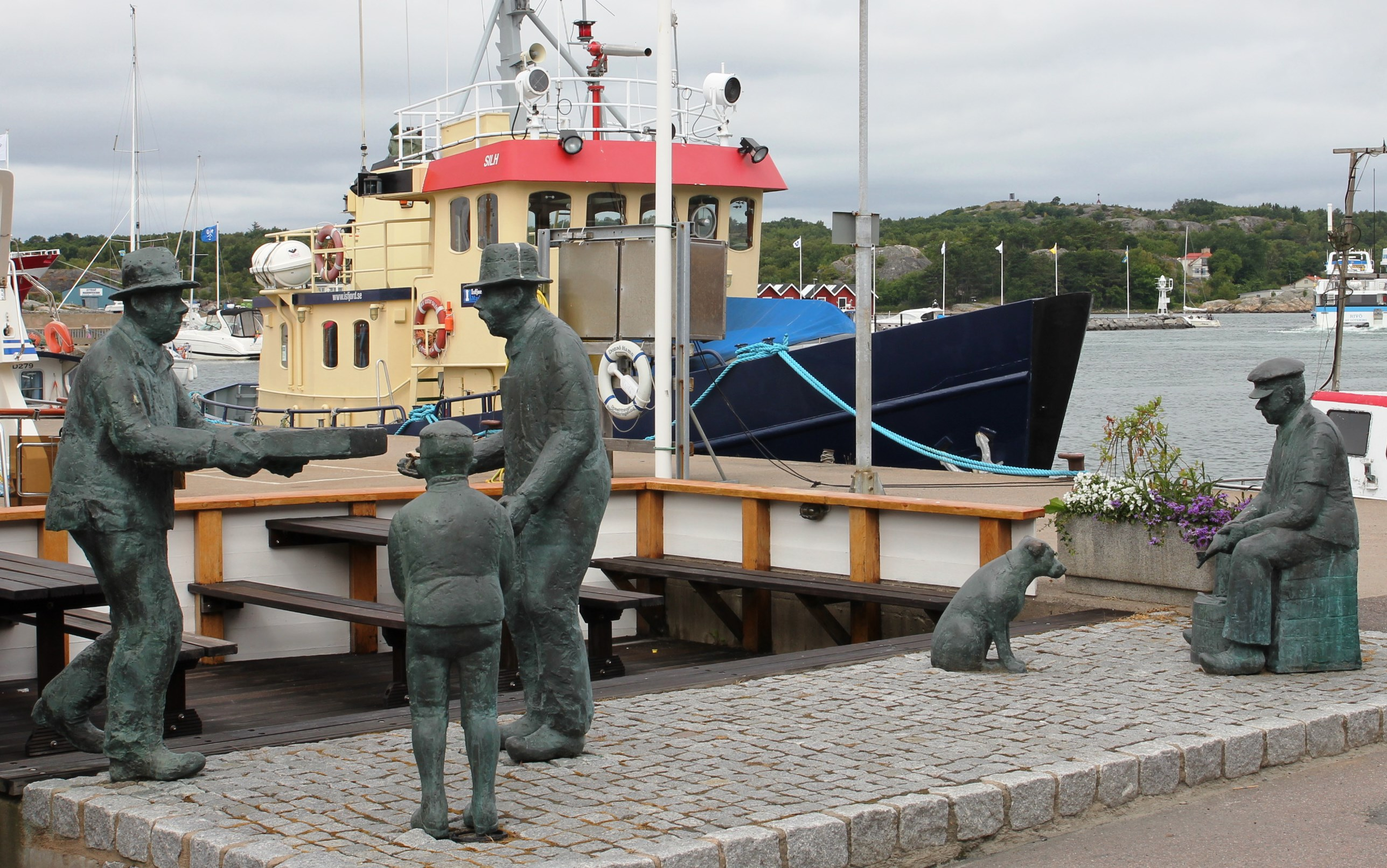
Skärgårdsfiskare  i Donsö hamn
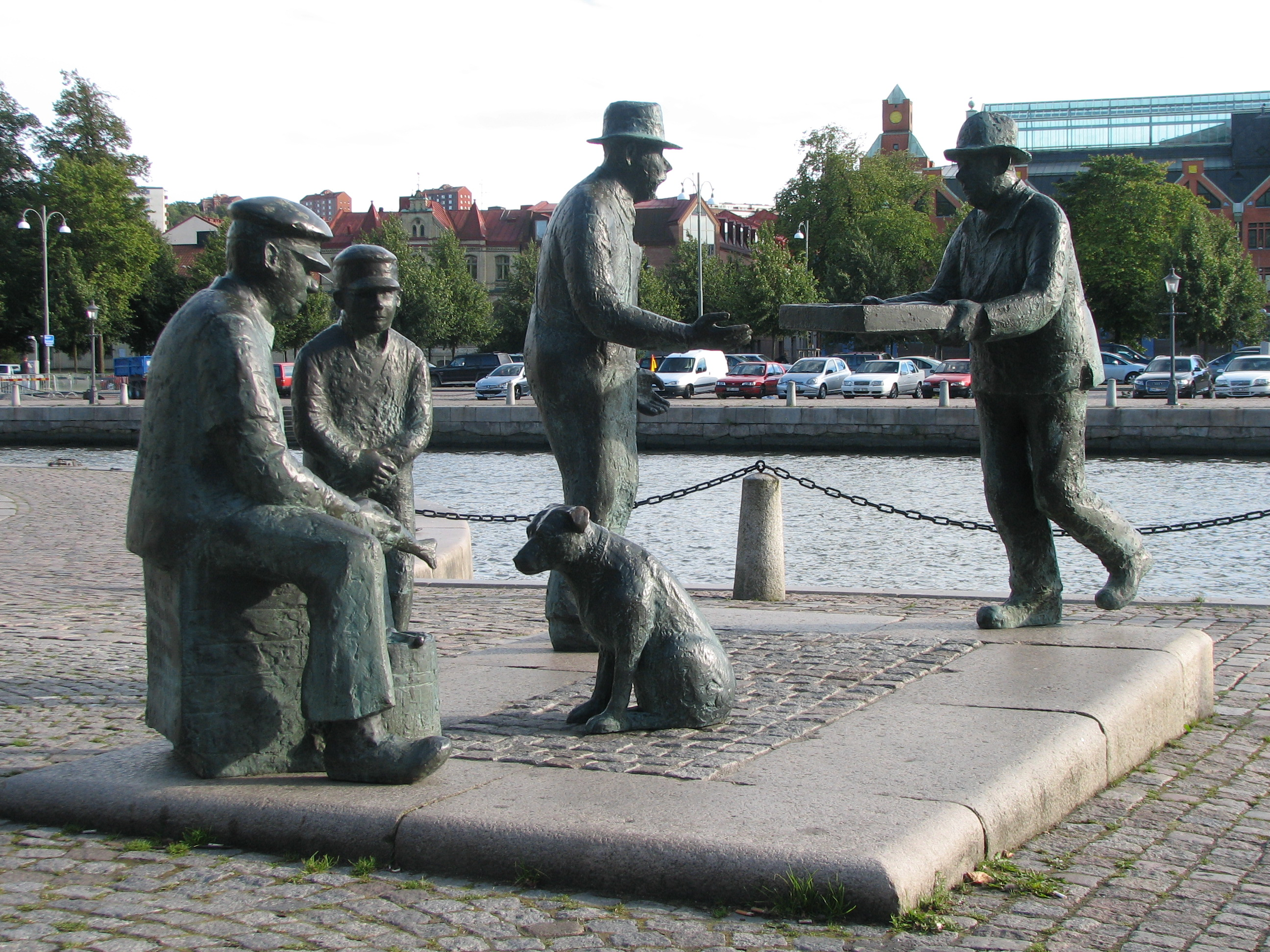
Skärgårdsfiskare vid Fisktorget i Göteborg